# Ваксгольм (комуна)
Комуна Ваксгольм (швед. Vaxholms kommun) — адміністративно-територіальна одиниця місцевого самоврядування, що розташована в лені Стокгольм у центральній Швеції. Омивається водами Балтійського моря.
Ваксгольм 281-а за величиною території комуна Швеції. Адміністративний центр комуни — місто Ваксгольм.

## Населення
Населення становить 11 184 чоловік (станом на вересень 2012 року). 
| Кількість населення комуни Ваксгольм за 1970-2010 роки | Кількість населення комуни Ваксгольм за 1970-2010 роки | Кількість населення комуни Ваксгольм за 1970-2010 роки | Кількість населення комуни Ваксгольм за 1970-2010 роки | Кількість населення комуни Ваксгольм за 1970-2010 роки |
| ------------------------------------------------------ | ------------------------------------------------------ | ------------------------------------------------------ | ------------------------------------------------------ | ------------------------------------------------------ |
| Рік                                                    |                                                        |                                                        | Населення                                              |                                                        |
| 1970                                                   | 1970                                                   |                                                        | 4 786                                                  | 4 786                                                  |
| 1975                                                   | 1975                                                   |                                                        | 4 874                                                  | 4 874                                                  |
| 1980                                                   | 1980                                                   |                                                        | 4 851                                                  | 4 851                                                  |
| 1985                                                   | 1985                                                   |                                                        | 6 325                                                  | 6 325                                                  |
| 1990                                                   | 1990                                                   |                                                        | 6 779                                                  | 6 779                                                  |
| 1995                                                   | 1995                                                   |                                                        | 8 215                                                  | 8 215                                                  |
| 2000                                                   | 2000                                                   |                                                        | 9 286                                                  | 9 286                                                  |
| 2005                                                   | 2005                                                   |                                                        | 10 123                                                 | 10 123                                                 |
| 2010                                                   | 2010                                                   |                                                        | 10 965                                                 | 10 965                                                 |
| Джерело: SCB                                           |                                                        |                                                        |                                                        |                                                        |

## Населені пункти
Комуні підпорядковано 4 міські поселення (tätort):
- Ваксгольм (Vaxholm)
- Ресаре (Resarö)
- Оскар-Фредріксборґ (Oskar-Fredriksborg)
- Кулле (Kullö)

## Галерея

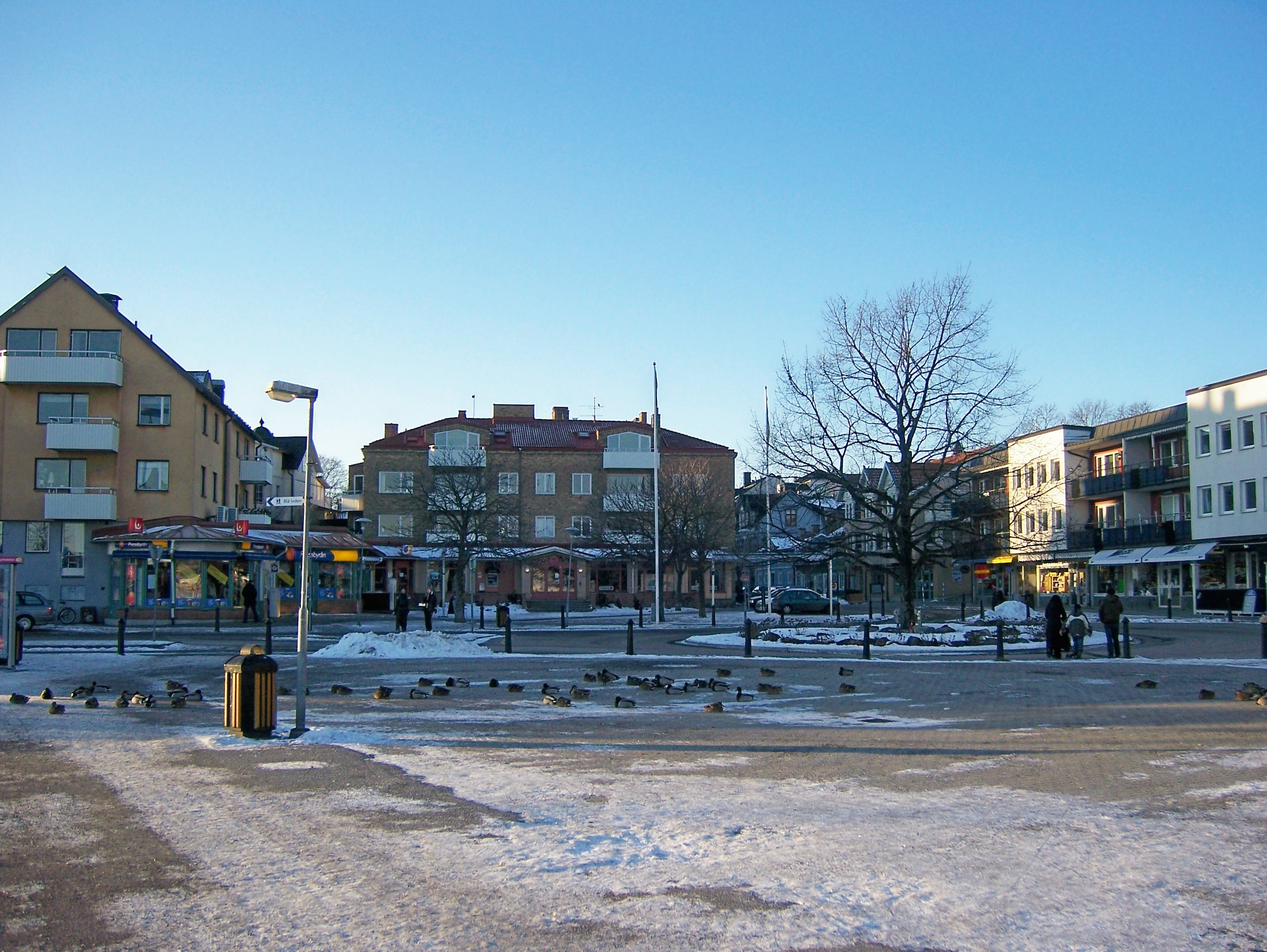
Місто Ваксгольм
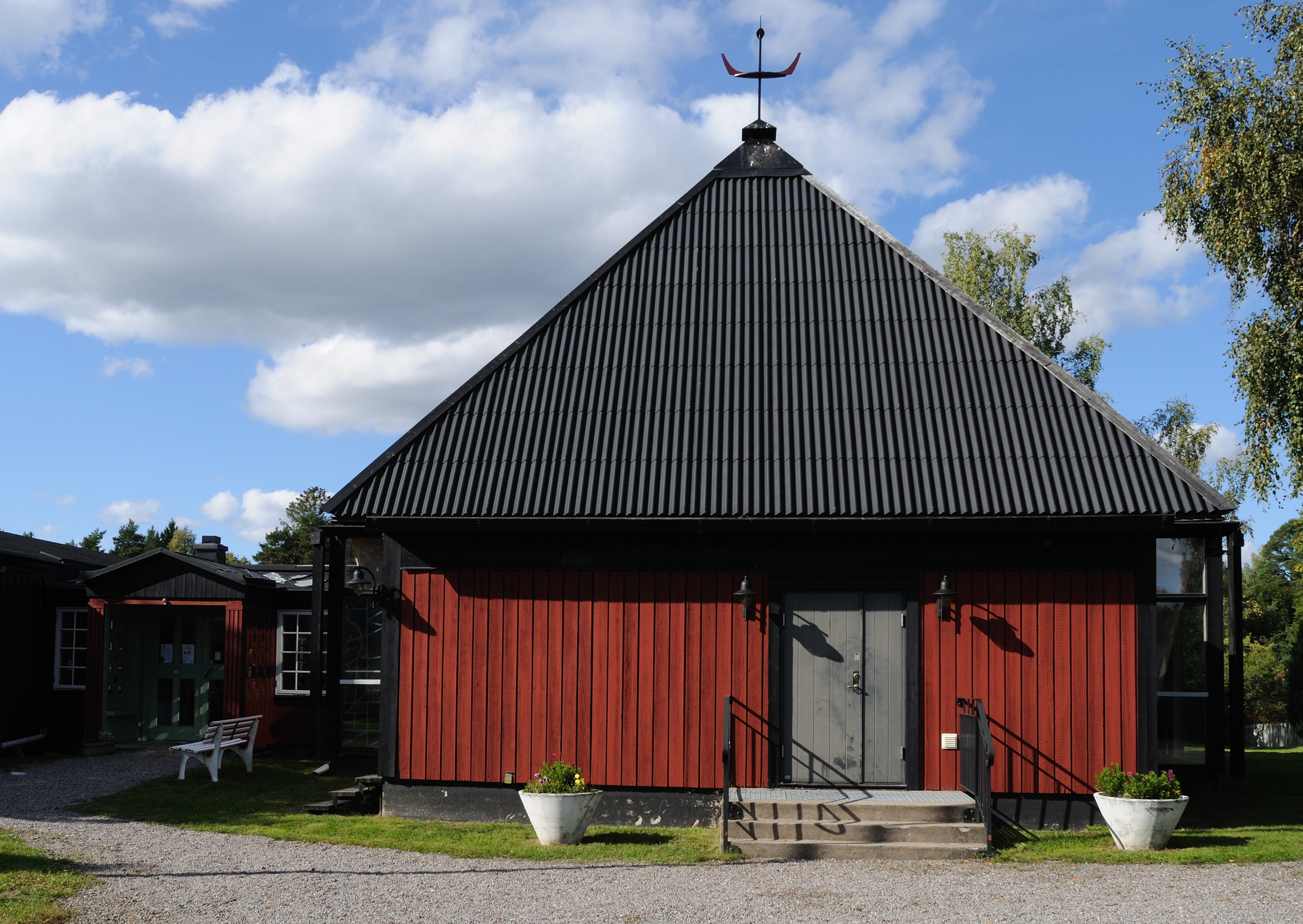
Каплиця (Ресаре)
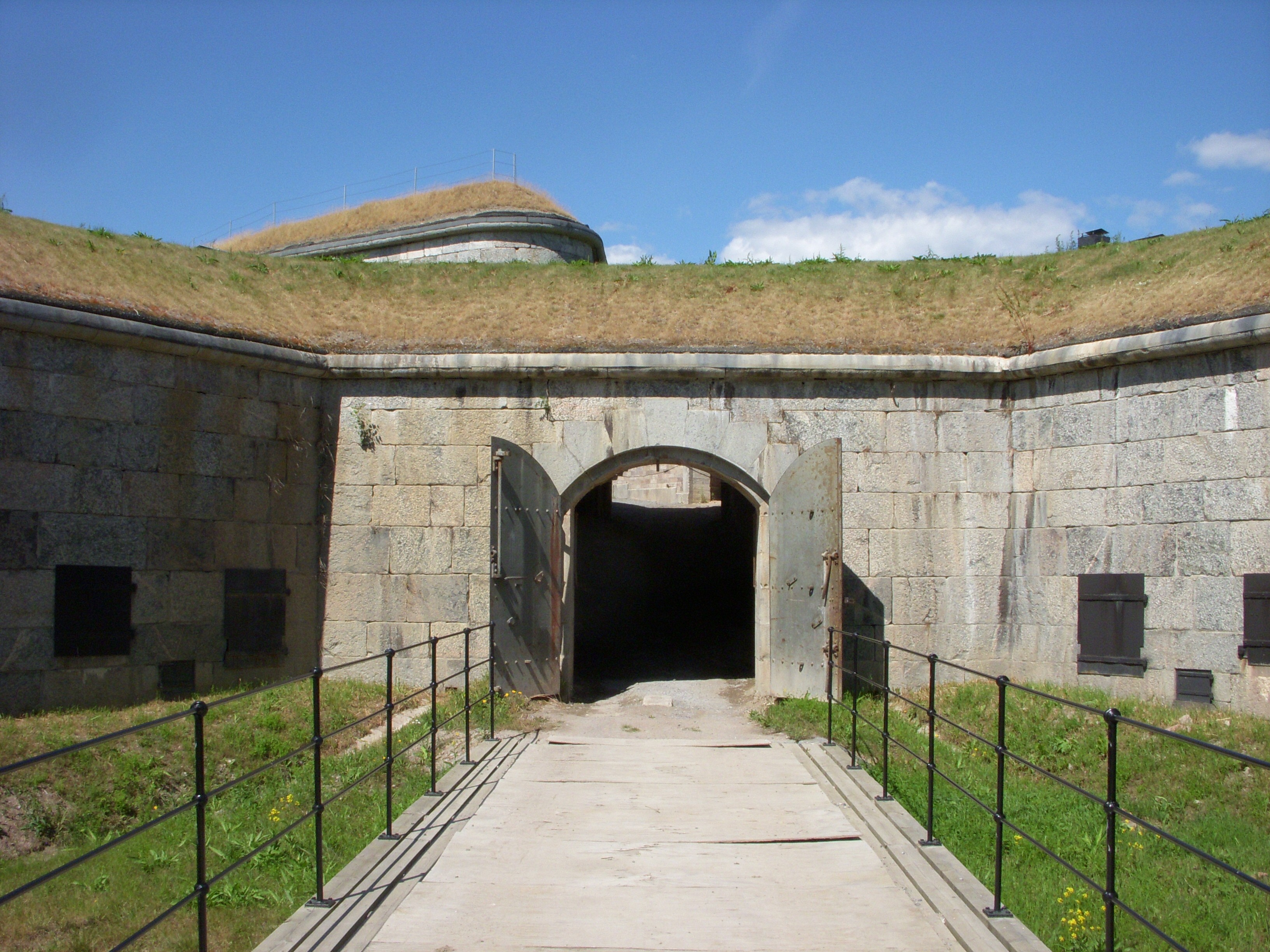
Фортеця Оскар-Фредріксборґ
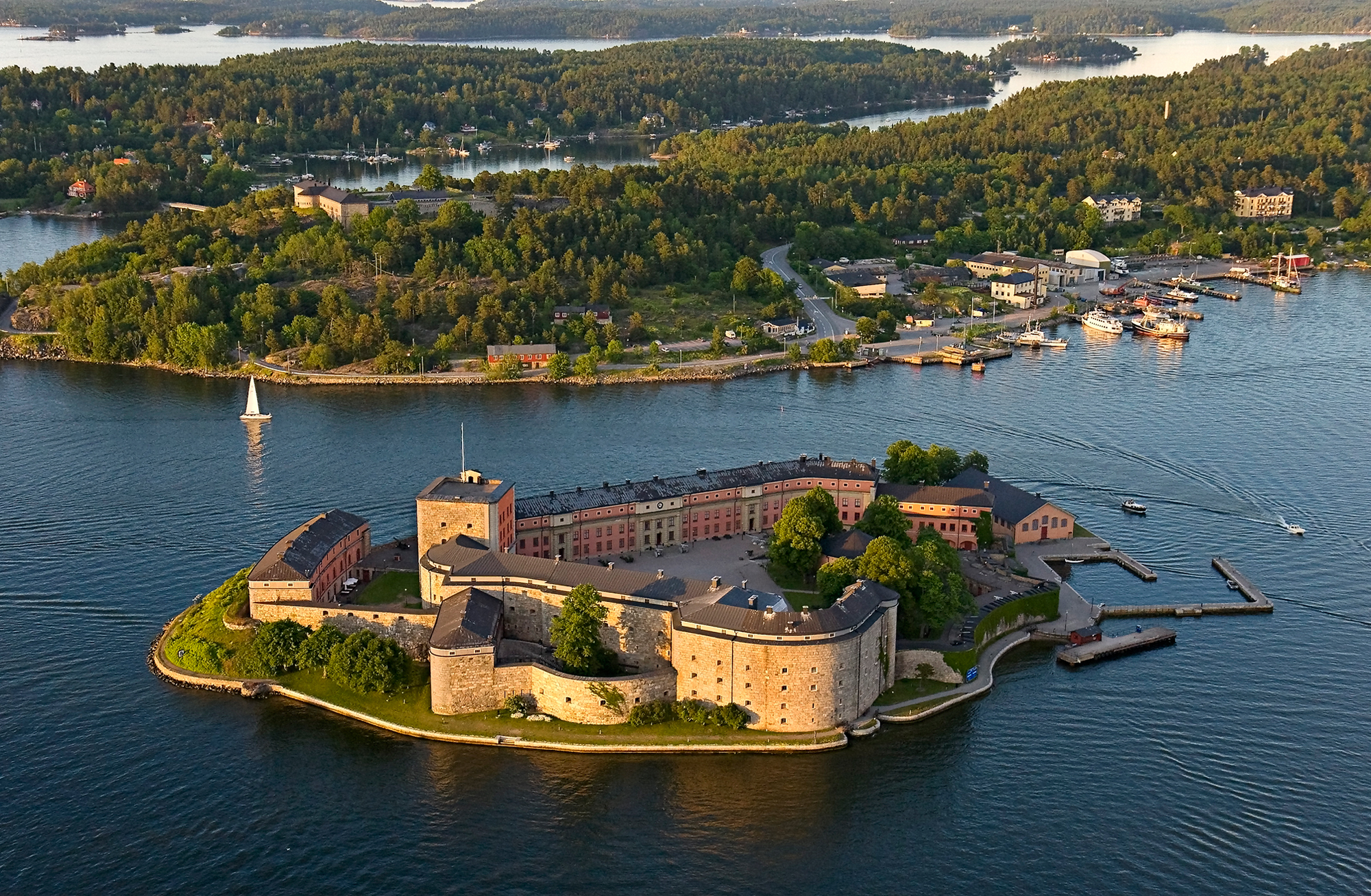
Фортеця Ваксгольм

## Виноски
1. ↑  Andersson P. Sveriges kommunindelning 1863-1993 — Mjölby: Draking, 1993. — 132 с. — ISBN 978-91-87784-05-7
2. ↑  Kommunstyrelsen — комуна Ваксгольм.
3. ↑  Folkmangd i riket, lan och kommuner (шв.) . Центральне бюро статистики Швеції. Архів оригіналу за 20 серпня 2013. Процитовано 17 лютого 2013.